# 不毛戦争
「不毛戦争」は、I'sの2作目EP。Nyang Nyang Recordsより2022年8月17日に発売。

## 概要
I's2作目のEP作品。「不毛戦争」は、I's結成前にツイキャス配信で作曲風景を配信しながら作曲した。2021年11月16日から同年11月29日にかけてI's 1st tour「DO-THE HOKU HOKU TOUR」を開催した際の曲が不毛戦争で、当時のライブ映像が
I's official
により同年11月23日に公開された。

## 収録曲
| 全作詞: あの、全作曲: あの・中山卓哉。 |                            |       |                |      |
| #                                      | タイトル                   | 作詞  | 作曲・編曲     | 時間 |
| 1.                                     | 「はっぴーえんどろーる」   | あの  | あの・中山卓哉 | 4:06 |
| 2.                                     | 「不毛戦争」               | あの  | あの・中山卓哉 | 3:24 |
| 3.                                     | 「アンダーすたんど--You!」 | あの  | あの・中山卓哉 | 2:41 |
| 4.                                     | 「背中」                   | あの  | あの・中山卓哉 | 5:06 |
| 合計時間:                              | 合計時間:                  | 15:17 |                |      |

### 動画
1. ↑  “I's "不毛戦争" - live at Live House ANIMA”.  YouTube (2021年11月23日). 2023年6月24日閲覧。